# Galbert van Brugge

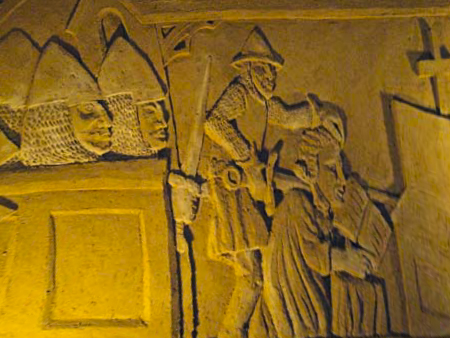
Middeleeuws reliëf, waarop de moord op Karel de Goede prachtig is uitgebeeld; Galbert was nagenoeg ooggetuige van deze gebeurtenis, die hem aanzette om zijn boek te schrijven.

Galbert van Brugge (einde 11e eeuw - begin 12e eeuw) was een geestelijke en notarius van de kanselarij van de graaf van Vlaanderen, actief in de Vlaamse stad Brugge.

## Galbertus, de Latijnse schrijver
Galbertus was geestelijke en/of administrateur binnen de hofhouding van Karel de Goede, de toenmalige graaf van Vlaanderen die in Brugge resideerde. Galbert was aanwezig toen de graaf in 1127 werd vermoord. Hij vluchtte weg en om zijn zenuwen weer de baas te worden, begon hij een dagboek bij te houden en op te schrijven wat gebeurd was en nog zou gebeuren, zoals de burgeroorlog die in Vlaanderen losbrak na de moord. Dit is wat Galbert ons zelf vertelt in de eerste hoofdstukken van zijn boek. Galberts relaas van de moord evenals de gebeurtenissen daarna schreef Galbert in het Latijn neer, onder de titel: De multro, traditione et occisione gloriosi Karoli comitis Flandriarum. Hij geldt als de eerste 'Nederlander/Vlaming' die een (literair) boek schreef. De spreektaal in Galberts dagen in de Lage Landen was Diets. Latijn was de voertaal voor de administratie, literatuur en wetenschap, veelal beoefend in de kerk. Een vergelijkbaar auteur, Hendrik van Veldeke, schreef een halve eeuw later als eerste literaire werken in het Diets of Middelhoogduits.
Voor de geschiedenis van de Nederlandse Taal bevinden Galbert en Hendrik zich op een scharnierpunt: 
- Galbert en Hendrik leven in de eerste periode van het Diets; men meent dat het Oudnederlands (de taalfase binnen het Nederlands die aan het Diets voorafgaat) gesproken werd ongeveer tot het jaar 1000. Galbertus leefde in het begin van de twaalfde eeuw, Van Veldeke in de tweede helft van de twaalfde en tot in het begin van de dertiende eeuw.
- Van Galberts tijd zijn (nog) geen (literaire) werken in de volkstaal bekend. Het Latijn bleef in zijn tijd de taal van de intellectueel. Het tij keerde tegen het einde van de twaalfde eeuw, toen Van Veldeke voor het eerst in het Diets of Middelhoogduits schreef of naar deze taal vertaalde. Dit betekende de opkomst van het Diets als volwaardige literaire taal.

Galbert gebruikt een volwaardig en ruim Latijn, op grond waarvan men mag vermoeden, dat hij deze taal in zijn directe werkomgeving heeft gebezigd.

## Galbertus, de vroege historicus
Galbert schrijft in het eerste hoofdstuk, dat hij zich, gedwongen door de actuele omstandigheden genoodzaakt zag om een dagboek bij te houden en alles neer te schrijven wat er zich rondom hem afspeelde. Het eindproduct is een rijk werk geworden, dat veel heeft te bieden. Wij maken kennis met de typische middeleeuwer die Galbert zelf is; met de stad Brugge, hoe zij was in de tijd van de vroege middeleeuwen, nota bene nog zonder de grote omwalling; met de vroegmiddeleeuwse politiek in Vlaanderen; met typisch middeleeuwse gewoonten, strafrecht, oorlogvoering (onder andere in Brugge zelf), politiek en levensbeschouwing, heksenverbranding, enzovoorts. Het komt allemaal aan bod bij Galbert.
Aan de hand van zijn werk heeft men een goede kijk op het politieke leven in Brugge in de 12e eeuw, van maart 1127 tot juli 1128. Hij beschreef niet alleen de krachtsverhoudingen, maar ook de gebeurtenissen die de aanleiding vormden tot de moord op de graaf en de gevolgen daarna.
Het verhaal heeft de vorm van dagboeknotities. Door de scherpe blik en het waarnemingsvermogen van de auteur gaat het niet alleen om een bevoorrecht getuigenis van iemand die een historische gebeurtenis meemaakt die voor het graafschap Vlaanderen van grote betekenis was, maar is het tevens een tekst die duiding en commentaren geeft. Hierdoor is de 'Galbertus' niet alleen een uitzonderlijke primaire bron, maar wordt de auteur ervan terecht onder de vroege middeleeuwse historici gerekend.

## Publicaties en bekendheid
Galbert schrijft in het eerste hoofdstuk van zijn boek dat zijn werk bedoeld is voor publicatie; zijn woorden komen heet van de pen:
Ik voel mij zeker, omdat ik de waarheid spreek, de waarheid die voor allen, die met mij hetzelfde gevaar hebben doorstaan, duidelijk is. En ik vertrouw haar toe om verteld te worden aan onze nakomelingen. Daarom vraag ik nadrukkelijk, als iemand dit droge product van mijn pen, dit kleine bundeltje in de hand krijgt, lach het niet uit en veracht het niet, maar heb enig ontzag voor wat geschreven is en wat alleen in mijn tijd door het bestuur van God teweeg is gebracht, en leer er van, dat je niet neerkijkt op de overheden van deze aarde of hen doodt, omdat je geloven moet, dat zij door Gods bestuur boven ons zijn gesteld.-
Maar het zou anders lopen. Het dagboek van Galbert bleef honderden jaren lang ongelezen in de kast liggen en zou pas eeuwen later enige aandacht krijgen. Tot in onze tijd is dit uitzonderlijke werk bij weinigen bekend. De populaire Nederlandse historicus Geert Mak neemt in zijn Ooggetuigen van de Wereldgeschiedenis – een boek waarin Galbert uitstekend zou passen – Galbert van Brugge niet op.
Het handschrift dat Galbert zelf schreef is verloren gegaan. In de Middeleeuwen zijn er mogelijk één of twee kopieën/afschriften van zijn boek gemaakt, die overigens ook verloren zijn gegaan. Eind 15e eeuw verschijnt er een Franse vertaling/samenvatting van Galberts boek. De paar vroegste kopieën/afschriften die wij hebben, stammen uit de 16e en 17e eeuw. De 'eerste' (Franse) vertaling verschijnt in 1825; daarna volgt een Engelse vertaling in 1959 van J.B. Ross. In onze tijd zijn er twee Nederlandse vertalingen verschenen (met uitgebreide inleiding) in 1978 (A. Demyttenaere) en in 1990 (Raoul Van Caenegem/A. Demyttenaere). De twee wetenschappelijke uitgaven (in het Latijn) van Galberts tekst zijn: H. Pirenne, 1891 en de uitstekende uitgave van Jeff Rider, verschenen in 1994. Diezelfde Jeff Rider publiceerde in 2013 een nieuwe Engelse vertaling, voorzien van een grondige inleiding en commentaar.

## Eerste literaire schrijver
Galbert geldt als de eerste 'Nederlander/Vlaming' die een literair werk schreef. Het dagboek van Galbert geldt als literair, niet alleen omdat de schrijver als tijdgenoot en ooggetuige ons een venster geeft op de vroege 12e eeuw (wat al meer dan bijzonder is) en niet alleen omdat Galbert een verscheidenheid aan onderwerpen aanvoert, maar ook omdat hij dieper steekt waar hij zijn onderwerpen beschrijft, doordenkt en bespreekt; als de inwoners van Brugge de burcht van Brugge belegeren en bestormen en de muren beklimmen, geeft Galbert een beschrijving van de 'stormladders': hoe groot en lang zij waren, hoe zij werden gemaakt, enz; wanneer de moordenaars van Karel de Goede uiteindelijk gevangengenomen worden en worden opgehangen of in Brugge van de toren naar beneden worden gegooid bij wijze van executie, beschrijft Galbert de gedachtewereld van de veroordeelden. De oorspronkelijkheid en de persoonlijke toon in Galberts werk zijn voor de vroege middeleeuwse letteren ongekend. Galberts werk is verbluffend en uniek. Ter vergelijking: een ander werk uit die tijdspanne, te weten de Annalen van Egmond, ook in het Latijn geschreven. Deze kronieken geven een feitelijke opsomming van de gebeurtenissen met name in Holland van vroege tot latere Middeleeuwen. De kronieken zijn van onschatbare waarde, maar worden niet tot literaire kunst gerekend. Om dezelfde reden kunnen ook andere tijdgenoten die over Karel de Goede schreven, zoals Walter van Terwaan en Herman van Doornik, zich niet met Galbert meten.

## Verwantschap
Het boek dat Galbert schreef, toont verwantschap met de kruisvaardersliteratuur, geschreven in dezelfde tijd en ook in het Latijn, zoals het werk van Willem van Tyrus, (Jeruzalem, circa 1130 – 29 september 1185) en het relaas van Raymond van Aguilers. Laatstgenoemde maakte, onder de titel Historia Francorum qui ceperunt Jerusalem, een ooggetuigenverslag van de 'eerste' kruistocht onder Godfried van Bouillon, die in 1096 naar Jeruzalem vertrok.
We zien in deze werken dezelfde middeleeuwers, dezelfde wijze van oorlog voeren, eenzelfde samenleving, een overeenkomstig mensbeeld en mentaliteit, enzovoorts. Dit is natuurlijk niet verwonderlijk, omdat de Vlamingen in ieder geval tijdens de 'eerste' kruistocht onder Godfried een vooraanstaande rol speelden. Galbert zelf vermeldt in zijn werk, dat zijn held Graaf Karel de Goede, bij wiens moord hij aanwezig was en die hij beschreef, zelf ter kruistocht ging.
Wellicht kon Galbert hierover zelf nog spreken met ooms of oudooms of met andere mensen die onder Godfried en Karel mee waren getrokken naar Jeruzalem en weer terug waren gekeerd naar Vlaanderen.

## Publicaties van het dagboek
- Joseph Octave DELEPIERRE & Jean PERNEEL, Histoire du Règne de Charles-le-Bon, Brussel, 1830.
- Henri PIRENNE, Histoire du meurtre de Charles le Bon, comte de Flandre (1127-1128), Parijs, 1891.
- James Bruce ROSS, The murder of Charles the Good, Count of Flanders, by Galbert of Bruges, 1953
- Raoul C. VAN CAENEGEM en Albert DEMYTTENAERE, Galbert van Brugge, Grafelijk Secretaris. De moord op Karel de Goede. Dagboek van de gebeurtenissen in de jaren 1127-1128, Mercatorfonds, Antwerpen, 1978.
- Jeff RIDER, Galbertus notarius Brugensis. De multro, traditione, et occisione gloriosi karoli comitis Flandriarum, in: Corpus Christianorum, Continuatio Mediaeualis, CXXXI, 1994.
- Raoul C. VAN CAENEGEM en Albert DEMYTTENAERE, De moord op Karel de Goede, Davidsfonds, Leuven, 1999, blz. 257-258.
- Jeff RIDER, The Murder, Betrayal, and Slaughter of the Glorious Charles, Count of Flanders. Galbert of Bruges. Translated and with an Introduction, Yale University Press, New Haven & London, 2013.

## Voetnoten
1. ↑  (editie Jeff Rider, prol.) Securum enim me facit, quod veritatem omnibus apertam qui mecum eodem percellebantur periculo, loquor, et eam posteris nostris memorandam commendo. Rogo ergo et moneo, si cui haec stili ariditas et huius opusculi exiguus manipulus ad manus venerit, non derideat et contemnat, sed nova admiratione, quae scripta sunt et Dei ordinatione congesta nostro solummodo tempore, admiretur et discat potestates terrenas non despicere vel morti tradere, quas credendum est Deo ordinante nobis esse praepositas.

- Bibsys: 98051016
- Biblioteca Nacional de España: XX1277681
- Bibliothèque nationale de France: cb12872919n (data)
- Catàleg d'autoritats de noms i títols de Catalunya: 981058591646106706
- CiNii: DA07870816
- Digitale Bibliotheek voor de Nederlandse Letteren: brug036
- Gemeinsame Normdatei: 118716174
- International Standard Name Identifier: 0000 0001 1574 1061
- Library of Congress Control Number: n83225642
- Bibliotheek van het Japanse parlement: 00725078
- Nationale Bibliotheek van Israël: 987007261396605171
- Nederlandse Thesaurus van Auteursnamen: 071827331
- LIBRIS: 187866
- Système universitaire de documentation: 030599407
- Virtual International Authority File: 71520289